# Song Zhezong
Song Zhezong (zijn persoonlijke naam was Zhao Xu) (1076 - 1100) was keizer van de Chinese Song-dynastie (960-1279). Hij regeerde van 1085 tot 1100.